# Charlevoix (métro de Montréal)
Pour les articles homonymes, voir Charlevoix (homonymie).
Charlevoix est une station de la ligne verte du Métro de Montréal. Elle est située au croisement de la rue Charlevoix et la rue Centre, dans le quartier Pointe-Saint-Charles, arrondissement Sud-Ouest, à Montréal dans la province de Québec, au Canada.
Mise en service en 1978, elle offre la particularité d'avoir des quais situés l'un au-dessus de l'autre, le plus profond étant situé à 27 m sous la surface, ce qui en fait la station la plus profonde du réseau.
Station de l'Art du métro de Montréal, elle dispose de l'œuvre « Verrières » de Mario Merola.

## Situation sur le réseau

Plan du métro (2021).

Établie en souterrain, Charlevoix est une station de passage de la ligne verte du métro de Montréal. Elle est située entre la station LaSalle, en direction du terminus sud Angrignon, et la station Lionel-Groulx, en direction du terminus nord Honoré-Beaugrand.
Elle dispose des deux voies de la ligne établies l'une au-dessus de l'autre avec chacune un quai latéral

## Histoire
La station Charlevoix est mise en service le 3 septembre 1978, lors de l'ouverture à l'exploitation du prolongement de Atwater au nouveau terminus de Angrignon. Elle est nommée en référence à la rue éponyme, qu'elle dessert. Cette rue a été nommée en mémoire de Pierre-François-Xavier de Charlevoix (1682-1761), jésuite et historien français qui a été l'un des premiers à explorer le fleuve Mississippi. Du fait de la structure du sol, présence de schistes d'Utica, la largeur de la station était limitée. La solution utilisée est de faire passer les voies l'une au-dessus de l'autre, la plus profonde étant située à 27 m sous la surface. Cette disposition programmée dès le début a permis de limiter à un escalier la relation entre les deux quais.
Le 19 septembre 2022, l'Office municipal d'habitation de Montréal (OMHM) a entrepris la réfection de son bâtiment situé à proximité de cette station, ce qui a nécessité la fermeture de la boucle de bus du 19 septembre 2022 à l'été 2023. La station demeure accessible pendant toute la durée des travaux.

## Services aux voyageurs

### Accès et accueil
Elle dispose d'un unique édicule d'accès situé au croisement entre la rue Charlevoix et la rue du Centre. Cet édicule comporte deux sorties. Une vers la Rue Centre et l'autre vers une petite rue de bus avec un arrêt de bus. 

Installations
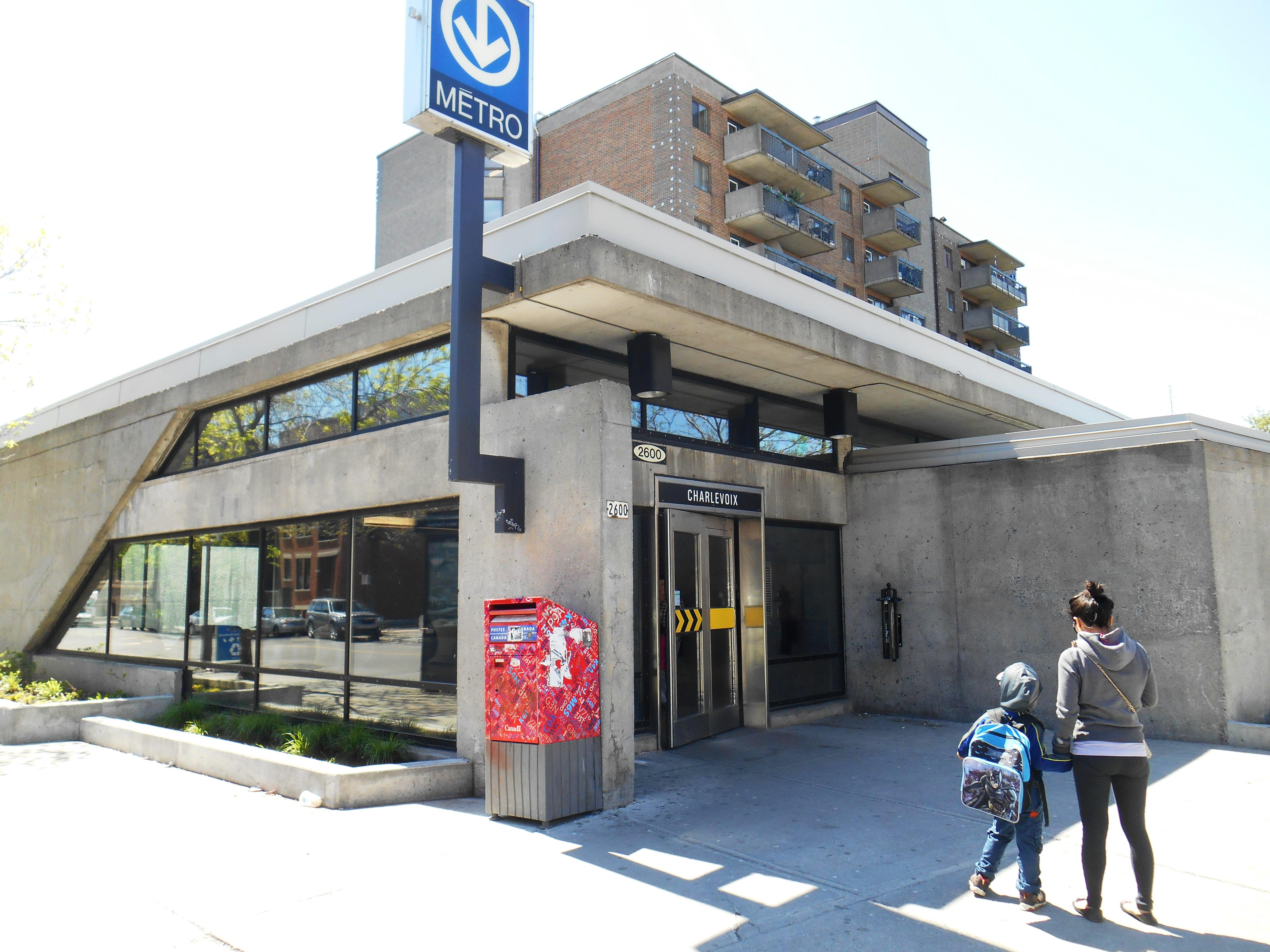
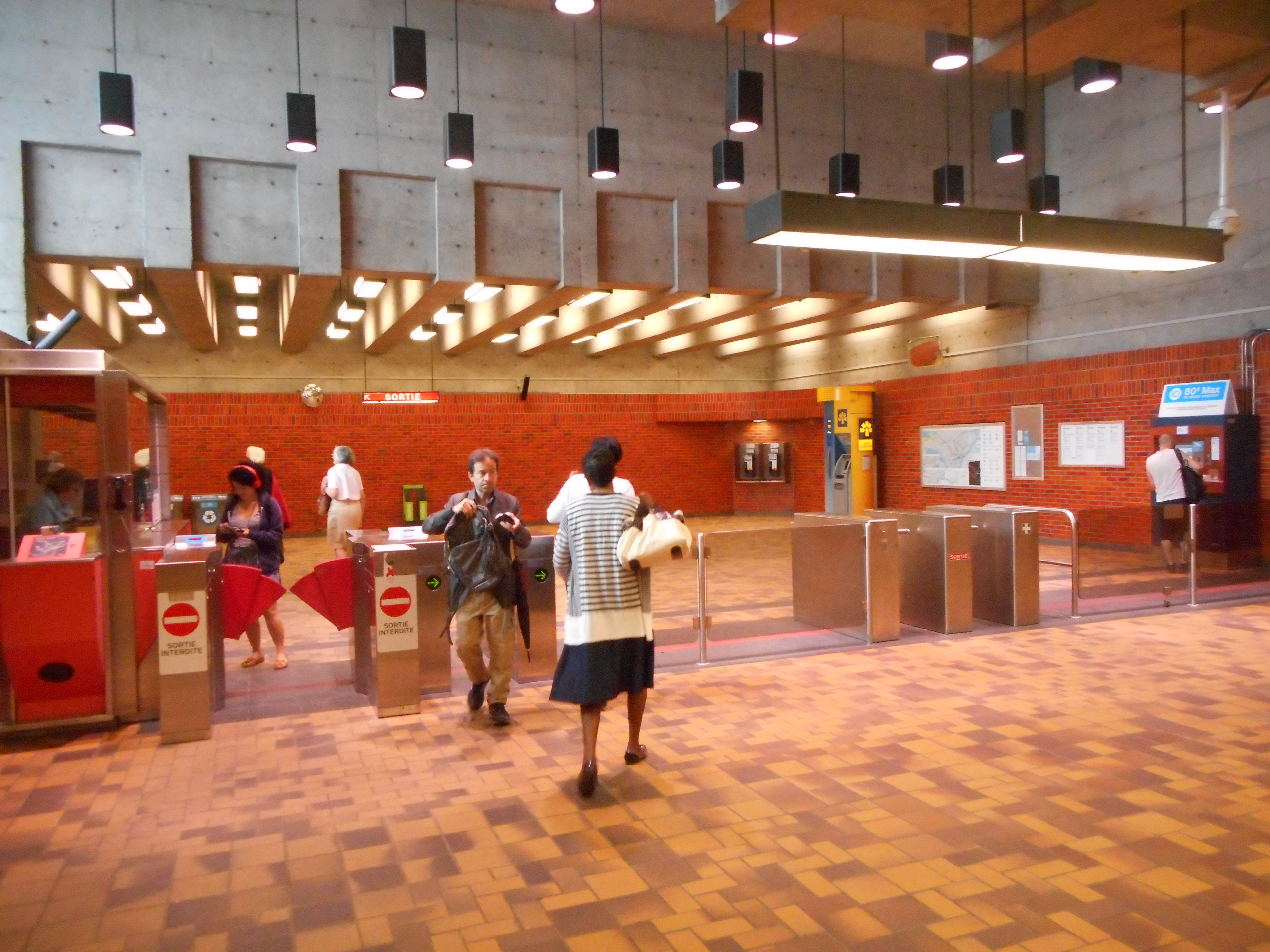
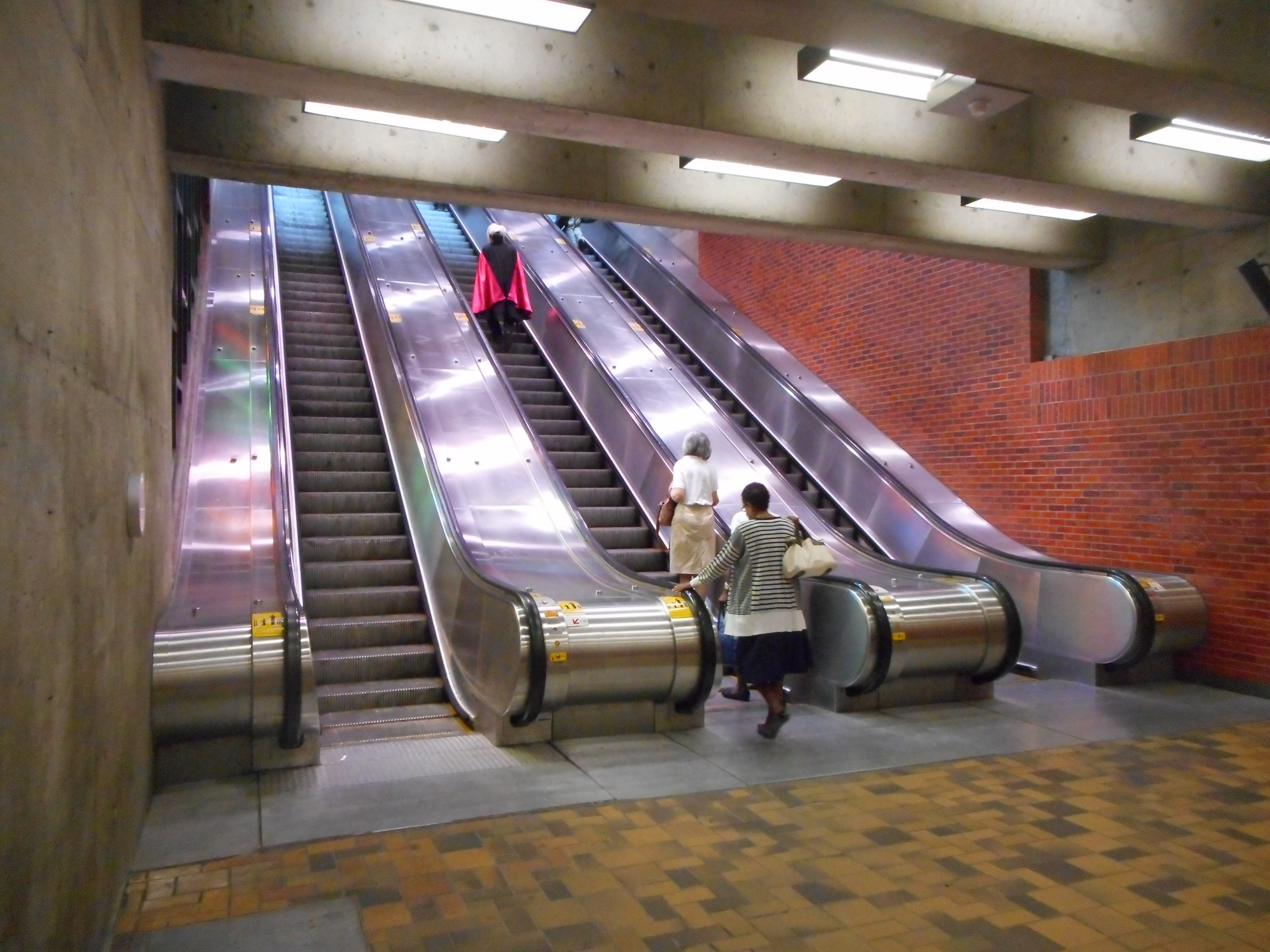

### Desserte
Charlevoix est desservie par les rames qui circulent sur la ligne verte du métro de Montréal. Le premier passage à lieu : tous les jours, à 05h58, en direction de Angrignon, et à 05h38, en direction de Honoré-Beaugrand, le dernier passage à lieu : direction Angrignon, en semaine et le dimanche à 01h08, le samedi à 01h38 ; direction Honoré-Beaugrand, en semaine et le dimanche à 00h43, le samedi à 01h13. Les fréquences de passage sont de 3 à 12 minutes suivant les périodes.

Installations et desserte
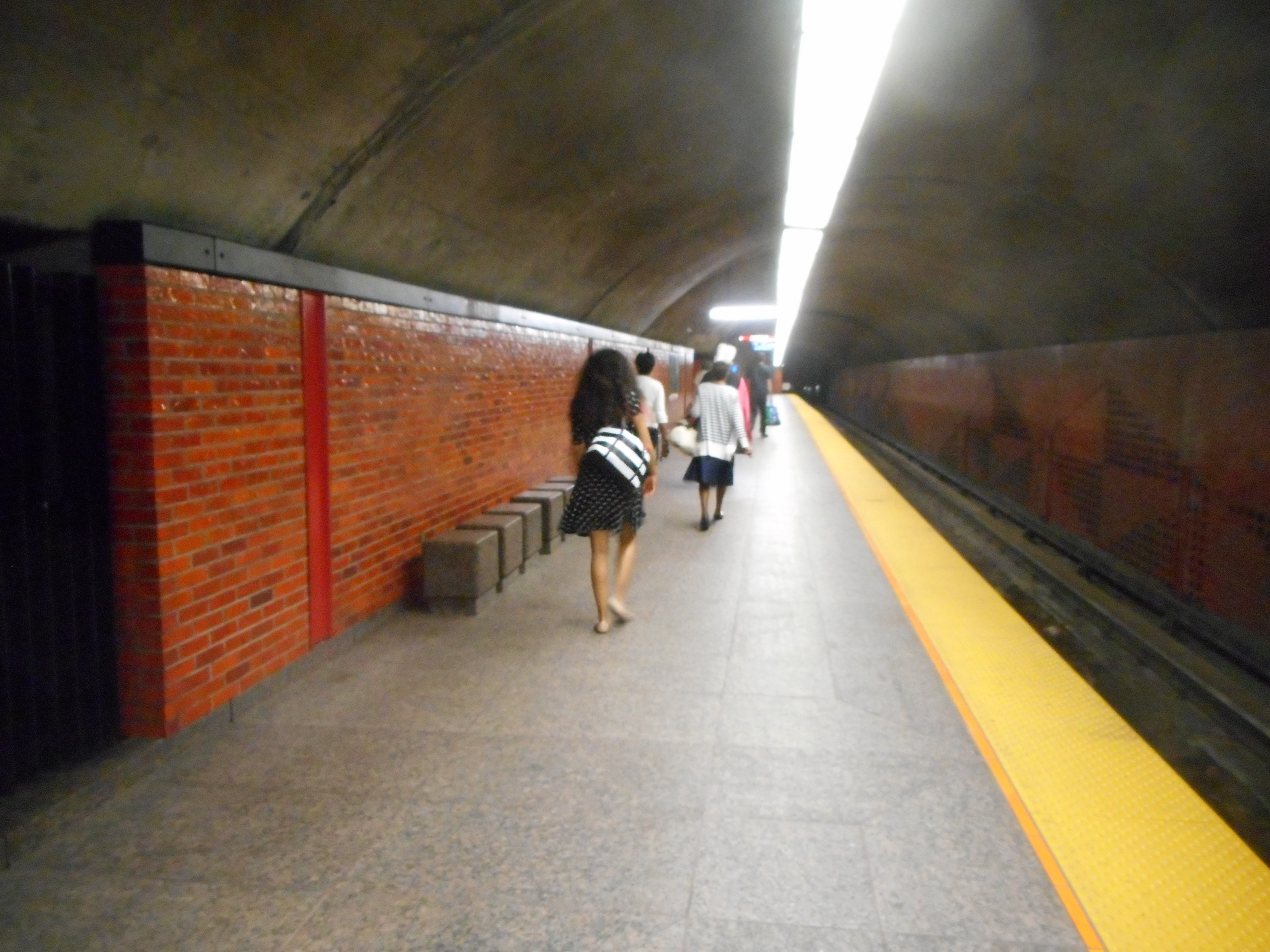
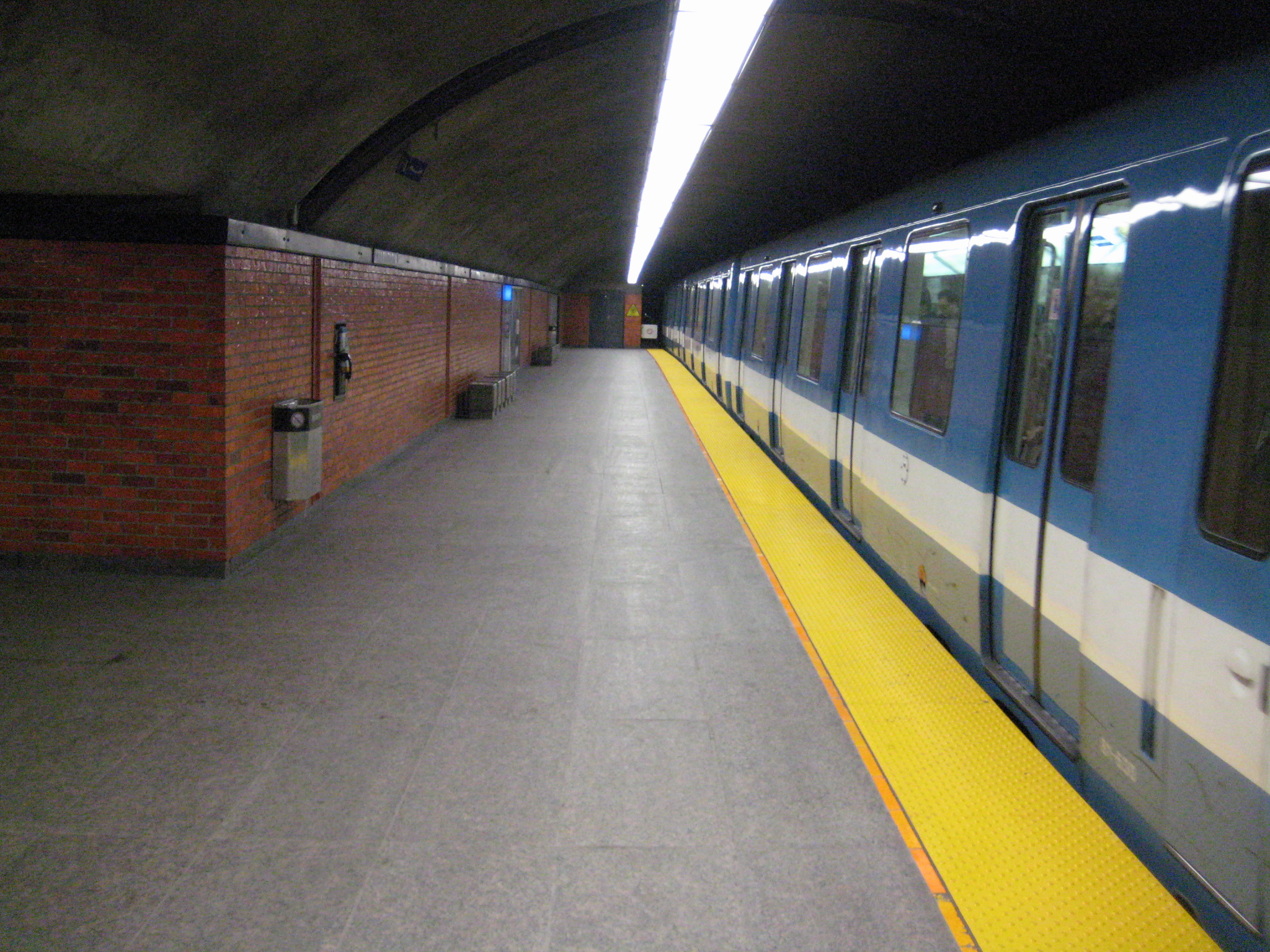
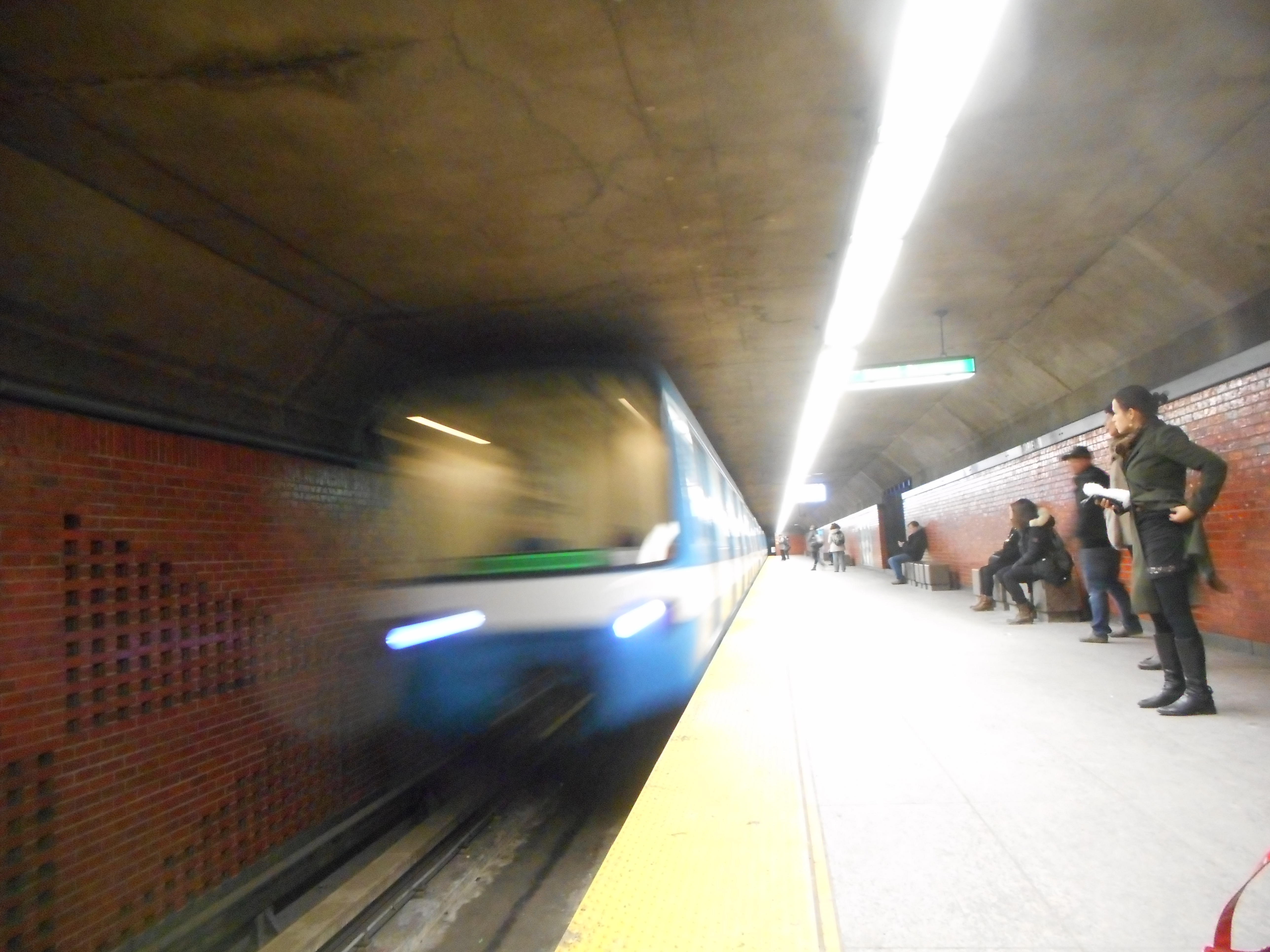

### Intermodalité
Proche de la station, des arrêts d'autobus sont desservis par les lignes de jour : 57 Charlevoix et 61 Wellington,.
Depuis le 26 août 2024, la ligne 57 Pointe-Saint-Charles est rebaptisée la ligne 57 Charlevoix. Ainsi, la ligne 71 Du Centre devient la ligne 71 Pointe-Saint-Charles et ne dessert plus cette station. Ainsi, la ligne 101 Saint-Patrick ne dessert plus cette station au profit de Lionel-Groulx, la station avoisinante. La ligne 107 Verdun qui dessert cette station est remplacée par la ligne 61 Wellington.

## L'art dans la station
C'est une station composante de l'Art du métro de Montréal, elle abrite l'œuvre « Verrières » (1978), verre antique, de Mario Merola et du verrier Pierre Osterrath pour la réalisation, installation des deux verrières dans les escaliers.

« Verrières »
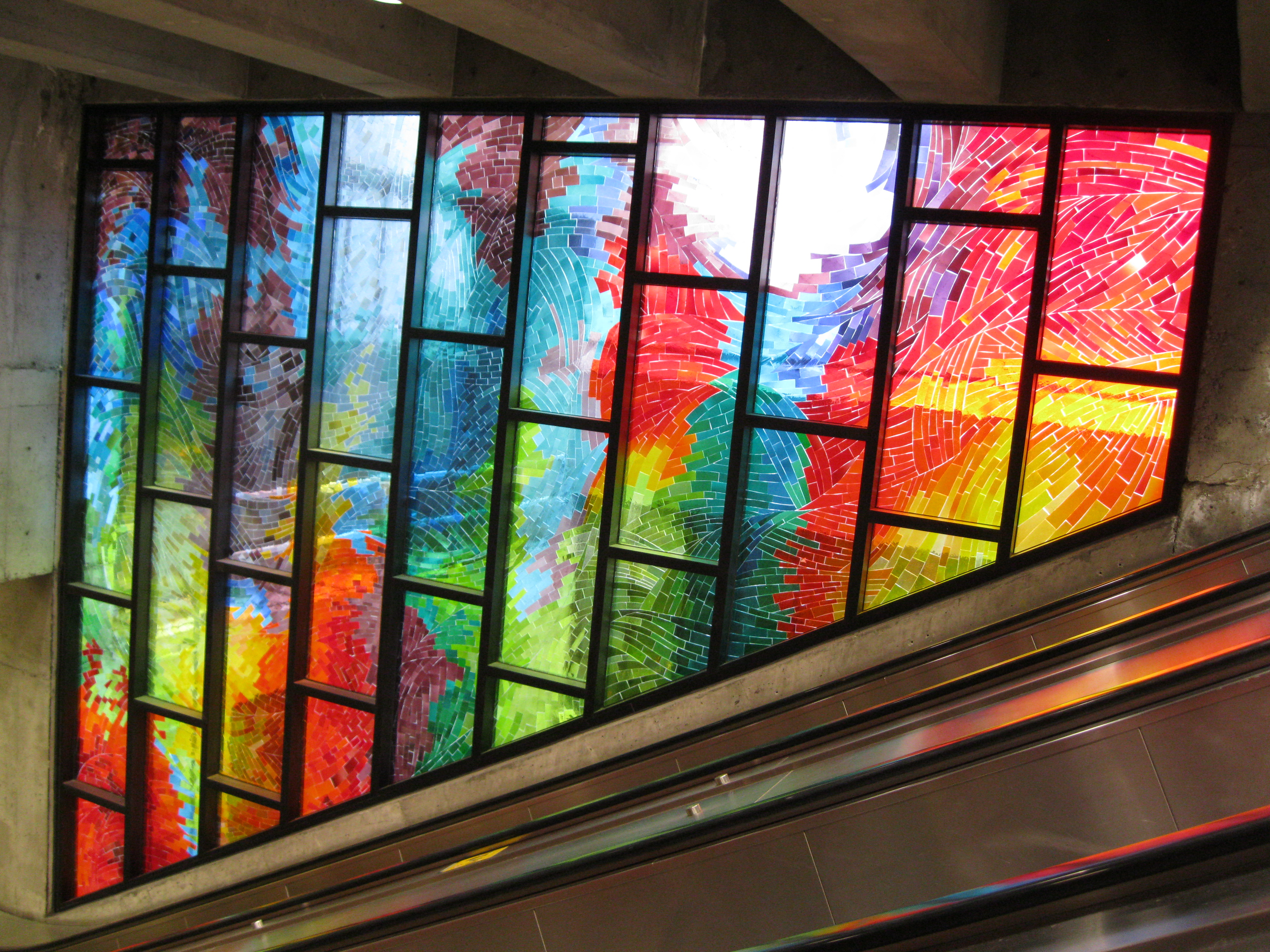
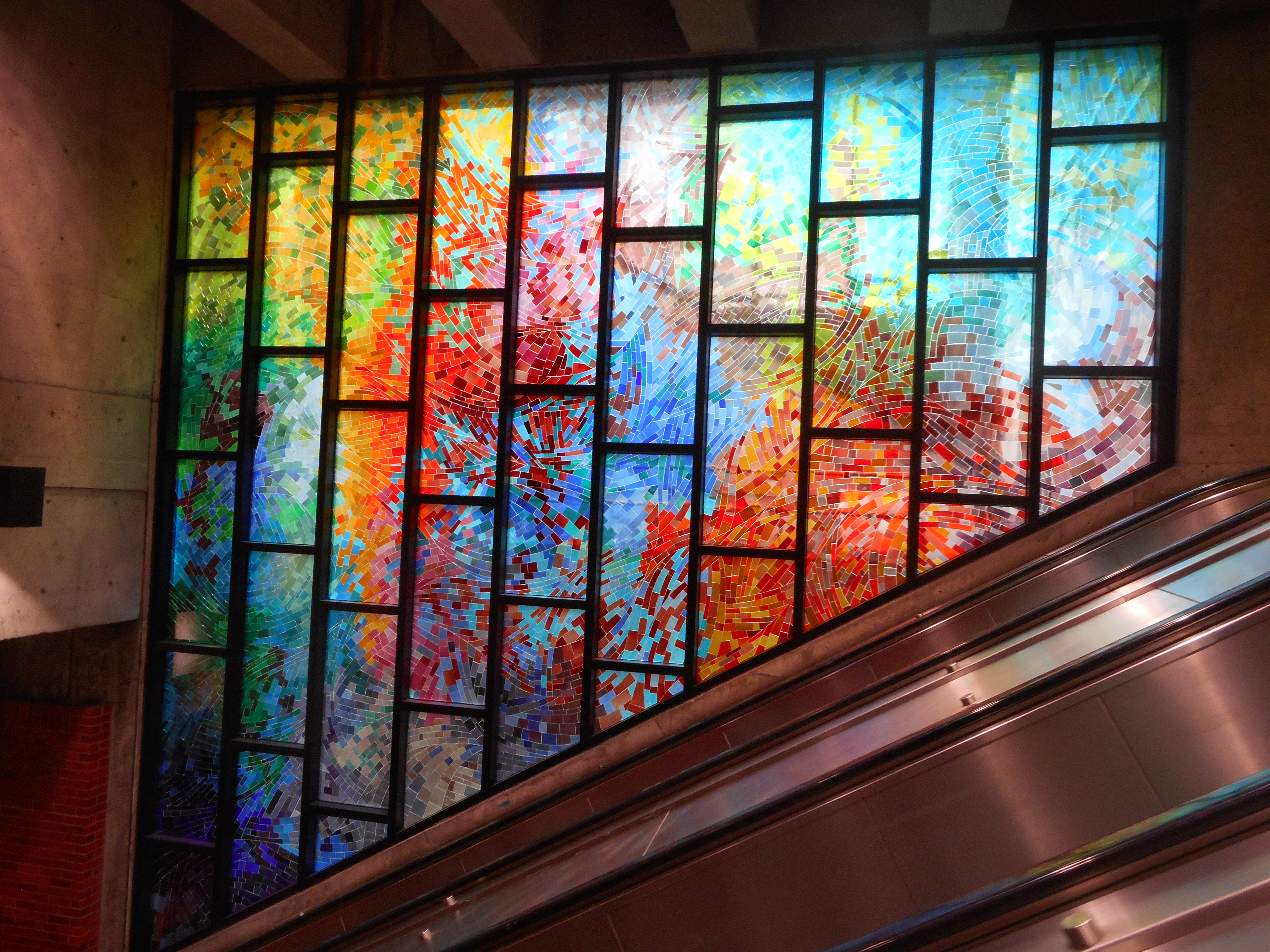

## À proximité
- Centre Saint-Charles
- Centre d'accueil Louis-Riel
- Carrefour d'éducation populaire de Pointe-Saint-Charles
- Services juridiques communautaires de Pointe-St-Charles et de La Petite Bourgogne
- Centre Saint Columba House